# Lapwai
Lapwai és una població dels Estats Units a l'estat d'Idaho. Segons el cens del 2000 tenia 1.134 habitants.

## Demografia
Segons el cens del 2000, Lapwai tenia 1.134 habitants, 339 habitatges, i 270 famílies. La densitat de població era de 568,6 habitants/km².
Dels 339 habitatges en un 48,1% hi vivien nens de menys de 18 anys, en un 40,1% hi vivien parelles casades, en un 27,1% dones solteres, i en un 20,1% no eren unitats familiars. En el 17,1% dels habitatges hi vivien persones soles el 6,8% de les quals corresponia a persones de 65 anys o més que vivien soles. El nombre mitjà de persones vivint en cada habitatge era de 3,35 i el nombre mitjà de persones que vivien en cada família era de 3,68.
Per edats la població es repartia de la següent manera: un 39,8% tenia menys de 18 anys, un 9,3% entre 18 i 24, un 26,6% entre 25 i 44, un 17,7% de 45 a 60 i un 6,5% 65 anys o més.
L'edat mediana era de 26 anys. Per cada 100 dones de 18 o més anys hi havia 90,8 homes.
La renda mediana per habitatge era de 26.800 $ i la renda mediana per família de 30.417 $. Els homes tenien una renda mediana de 31.382 $ mentre que les dones 22.109 $. La renda per capita de la població era de 10.159 $. Aproximadament el 20,5% de les famílies i el 23,7% de la població estaven per davall del llindar de pobresa.

## Poblacions més properes
El següent diagrama mostra les poblacions més properes.